# Quíxol (germana de Guifré el Pilós)
Quíxol (o Quixilona o Quixilo o Chintol, segons el document) (?-?) va ser una dama catalana de l'Alta Edat Mitjana.
Era filla de Sunifred I i d'Ermessenda, germana per tant de Guifré el Pilós. Es va casar amb el seu cosí germà Delà I d'Empúries, ambdós nets de Bel·ló de Carcasona. Van tenir dues filles, Ranló (aprox. 890-960), abadessa del monestir de Sant Joan de Ripoll, i Virgília (?-957), amistançada de Miró II de Cerdanya. Fou comtessa i enviudà. L'1 de juny del 990 va donar a Sant Cugat uns alous de Ripollet que li venien del seu germà Guiguilà mort a Barcelona amans dels sarraïns. Després es va fer monja.